# Воря (приток Клязьмы)
Во́ря — река в Московской области России, левый приток Клязьмы.
Длина — 108 км (по другим данным — 109 км), площадь водосборного бассейна — 1220 км².

## Течение
В верхнем течении представляет собой теряющийся ручей, русло оформляется лишь после прохождения через озеро Озерецкое и окружающие болота. Протекает через города Хотьково и Красноармейск, в городе Лосино-Петровском впадает в реку Клязьму в 551 км от её устья. Высота устья — 127 м над уровнем моря. Уклон реки — 0,94 м/км.
На реке также расположены посёлки Заречный, Репихово, Медное Власово, деревни Репихово, Голыгино, Каблуково и Корпуса, Васьково.

## Притоки
(расстояние от устья)
- 4,8 км: река Жмучка (лв)
- 11 км: река Любосеевка (пр)
- 15 км: река Пружёнка (Беленькая) (лв)
- 19 км: река Гречушка (пр)[5]
- 29 км: река Лашутка (пр)
- 40 км: река Талица (пр)
- 62 км: река Торгоша (лв)
- 66 км: река Пажа (лв)

## Достопримечательности
Река представляет интерес для сплава на байдарках; по берегам — популярные места массового отдыха.
В верхнем течении находится исторический музей-усадьба Абрамцево, где любили бывать многие знаменитые русские писатели и художники.
Около устья находится санаторий «Монино», расположившийся в усадьбе «Глинки», построенной в XVIII в. сподвижником Петра I Брюсом.
В двух километрах выше Красноармейска на излучине реки находится Пирожная гора, здесь находятся остатки древнего городища овальной формы со следами насыпного вала. Культурный слой достигает 2 метров, найдены обломки Дьяковской и Славянской керамики. На левом берегу у деревни Громково находится ещё одно — Громковское славянское городище. У кривича из кургана 2 могильника Останкино-2, находящегося в среднем течении Вори, определили Y-хромосомную гаплогруппу N1а1-L022.
В 1947 году на реке около деревни Мишнево заработала малая гидроэлектростанция, сегодня здесь видны остатки бетонной плотины.
На левом берегу в селе Авдотьино, находится действующий православный монастырь — Николо-Берлюковская пустынь.

## Галерея
- Воря около Лосино-Петровского
- Старые фабричные здания в Красноармейске
- Колокольня Берлюковского монастыря
- Воря в музее-усадьбе Абрамцево
- Река Воря у деревни Мутовки. Вид на дом, в котором жил Борис Пастернак
- Река Воря в деревне Голыгино
- Река Воря в селе Каблуково
- Воря в поселке Заречный
- Воря во время половодья. Вид с моста Щёлковского шоссе